# 通益公纱厂旧址
30°19′15″N 120°08′01″E / 30.32083°N 120.13361°E
通益公纱厂旧址位于中国浙江省杭州市拱墅区京杭大运河西岸、拱宸桥西堍（现属桥西历史街区），2005年被列为浙江省文物保护单位，2013年作为“大运河”沿线重要文物之一被列为第七批全国重点文物保护单位。
通益公纱厂最初为清光绪十五年（1889年）由南浔富商庞元济和杭州富商丁丙、王震元等筹办，光绪二十二年（1896年）开工建设，次年竣工。因经营不善，于1902年停办。李鸿章之子李经方假手高懿丞投资该厂，于1903年8月改组纱厂，更名为通益公纱厂新公司。通益公纱厂是当时浙江规模最大、设备最先进、最具社会影响的三家民族资本开办的近代棉纺织工厂之一。后几经盘手更名，1956年改为杭州第一棉纺厂，2000年9月改组为杭州一棉有限公司，属香港查氏集团。
厂区现存砖木结构历史建筑4幢，分别为东、西、北三座厂房（均坐北朝南，分别编为2号、3号和1号）和办公用房（坐东朝西），东西厂房呈一字形排列，东厂房与北厂房、办公用房相隔约20米。其中东西厂房今为中国扇博物馆手工艺活态展示馆。厂房均为单层等高多跨建筑，以单坡三角形木桁架组成锯齿形的排架结构，每组屋架以三根斜向拉腹杆支撑，立于两根方形木柱上（柱径为10厘米），梁柱交接处以斗形金属套套接并以螺栓固定。办公用房为两层建筑，歇山顶，外立面上下层之间饰有水平线脚，二层檐下设一层菱角牙装饰，墙面辟平窗。
- 中国扇博物馆
- 中国扇博物馆手工艺活态展示馆
- 西厂房（3号厂房）西侧
- 西厂房（3号厂房）内部结构
- 东厂房（2号厂房）北侧
- 东厂房（2号厂房）与北厂房（1号厂房）之间的道路